# Chiesa del Cuore Immacolato di Maria (Ascoli Piceno)
La chiesa del Cuore Immacolato di Maria si trova nel quartiere Luciani nella zona detta Caldaie, ad Ascoli Piceno. 
Gli ascolani ed in particolare gli abitanti del quartiere la chiamano la "chiesa dei Frati" poiché vi celebrano i francescani. 

## Storia

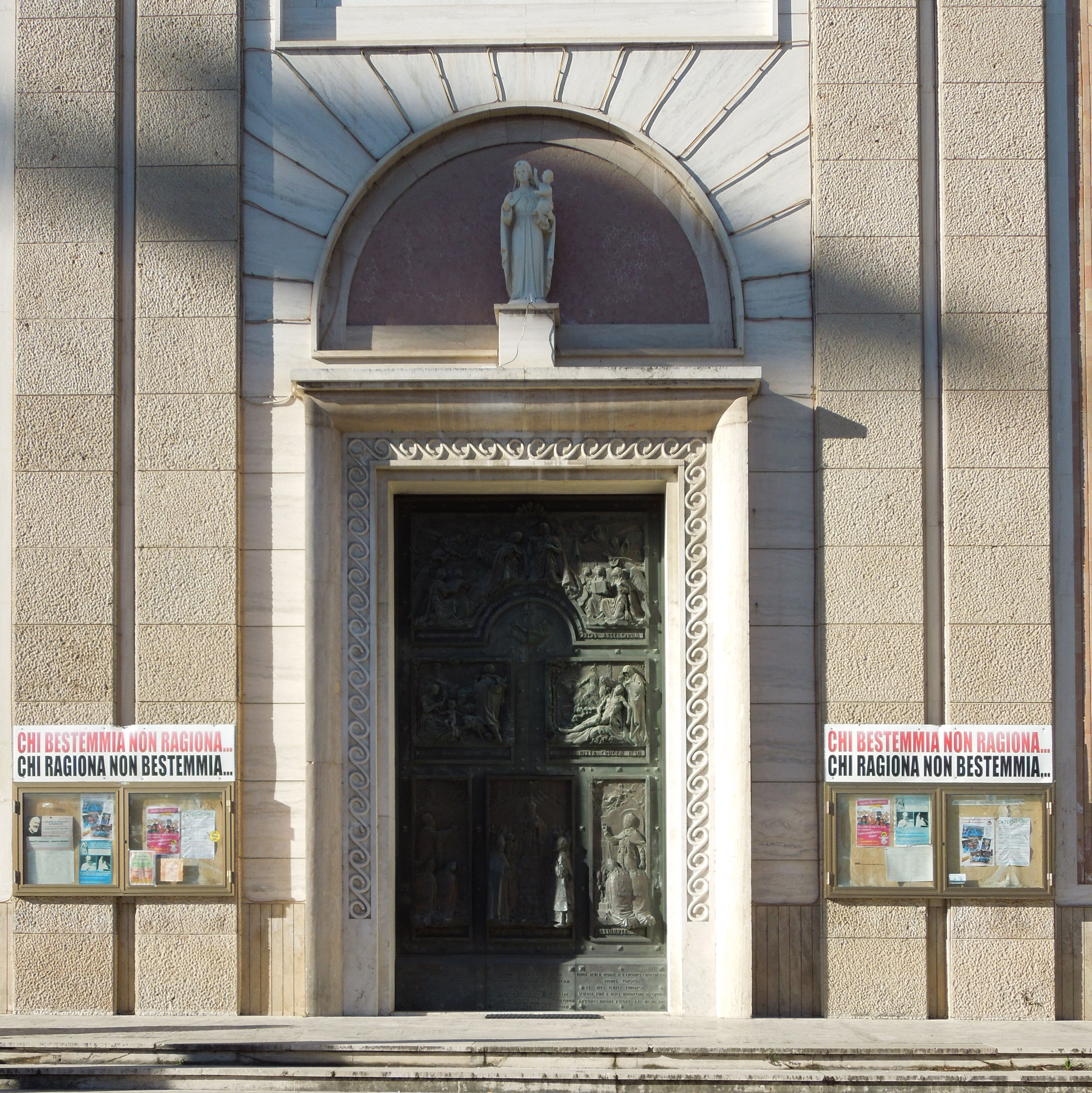
Portale in marmo con la porta di bronzo di Aldo Sergiacomi

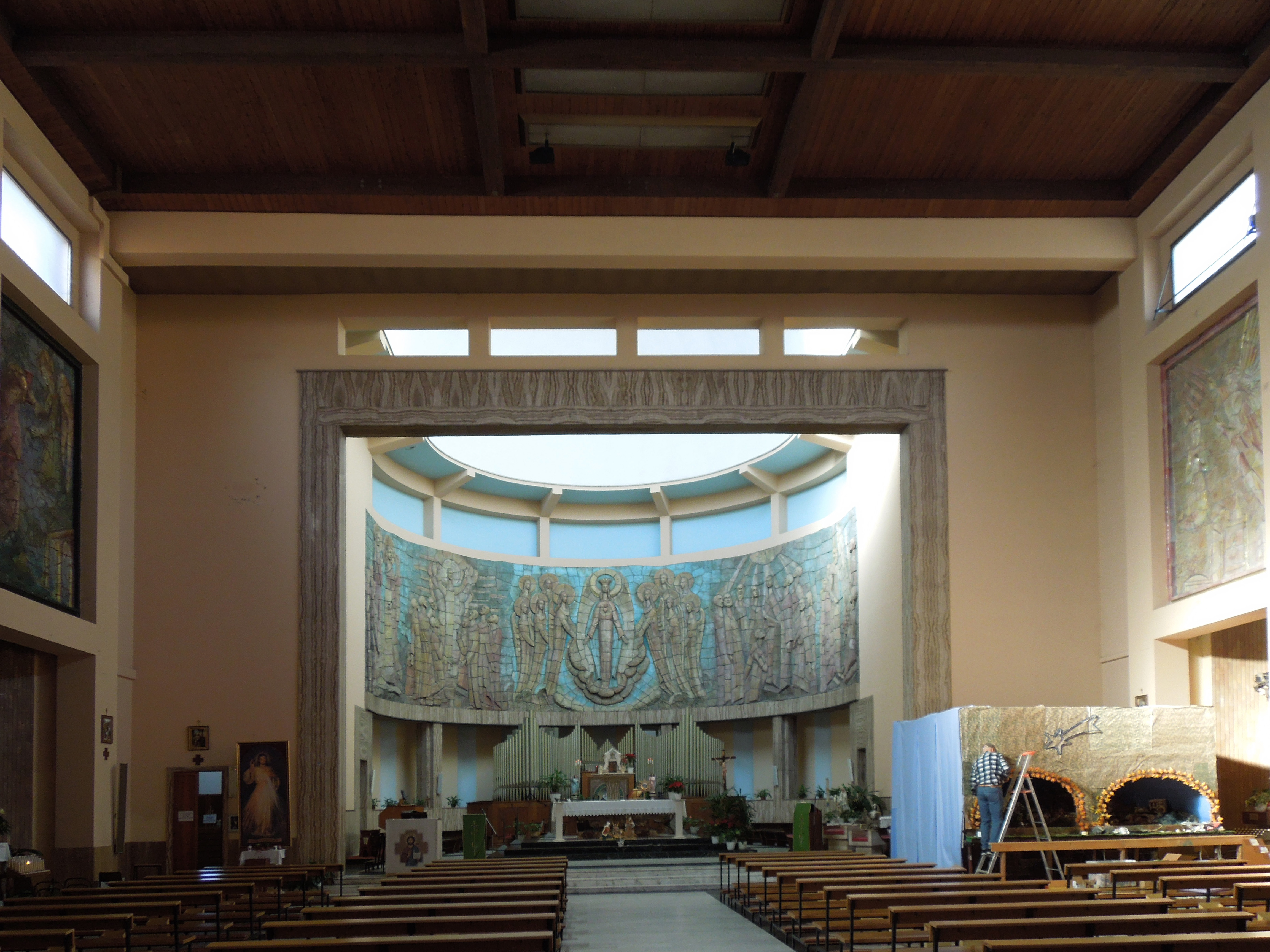
Aula liturgica e abside con i pannelli dei Misteri gloriosi di Giuseppe Marinucci

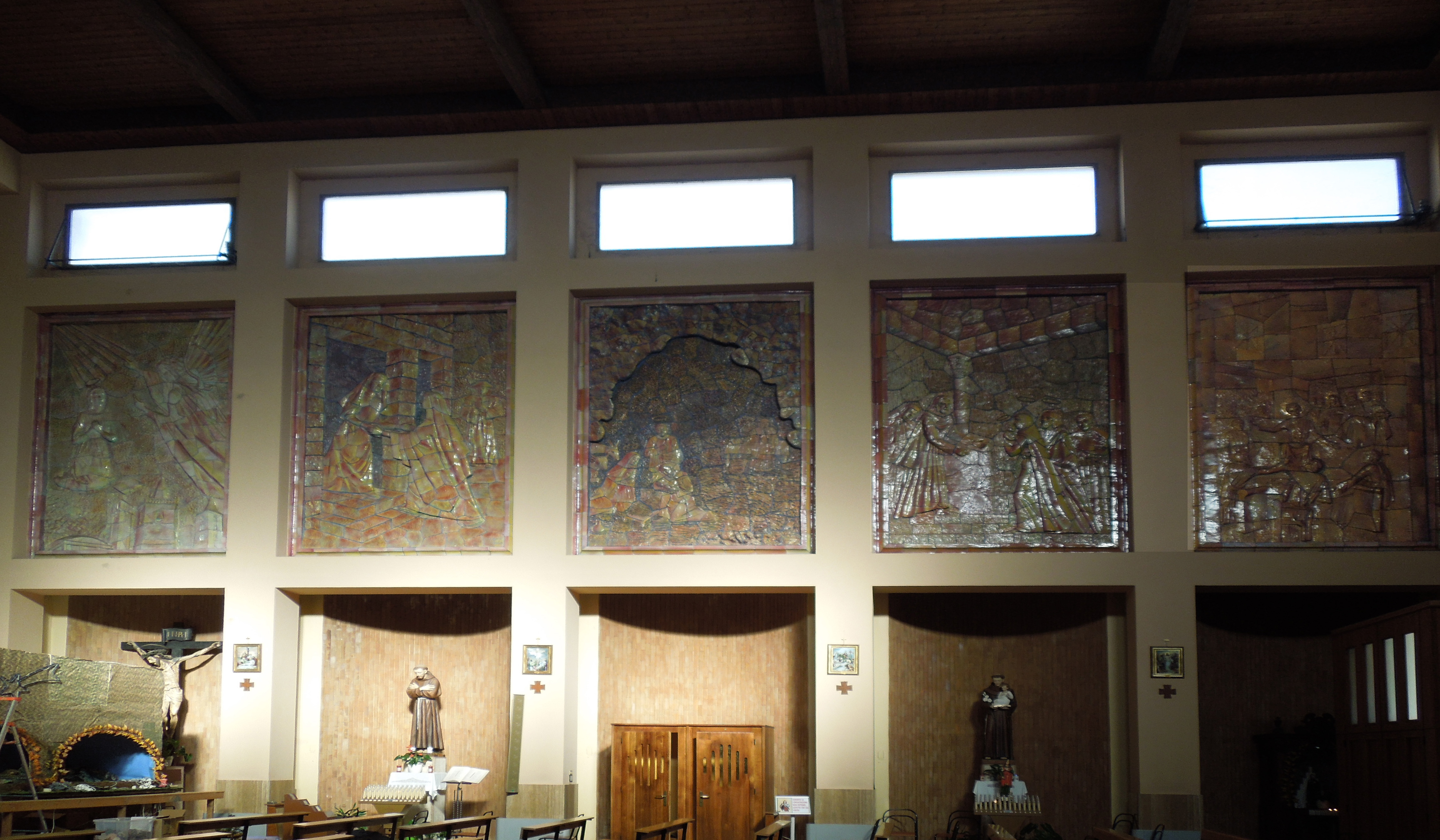
Pannelli in ceramica del fianco destro eseguiti da Cleto Capponi

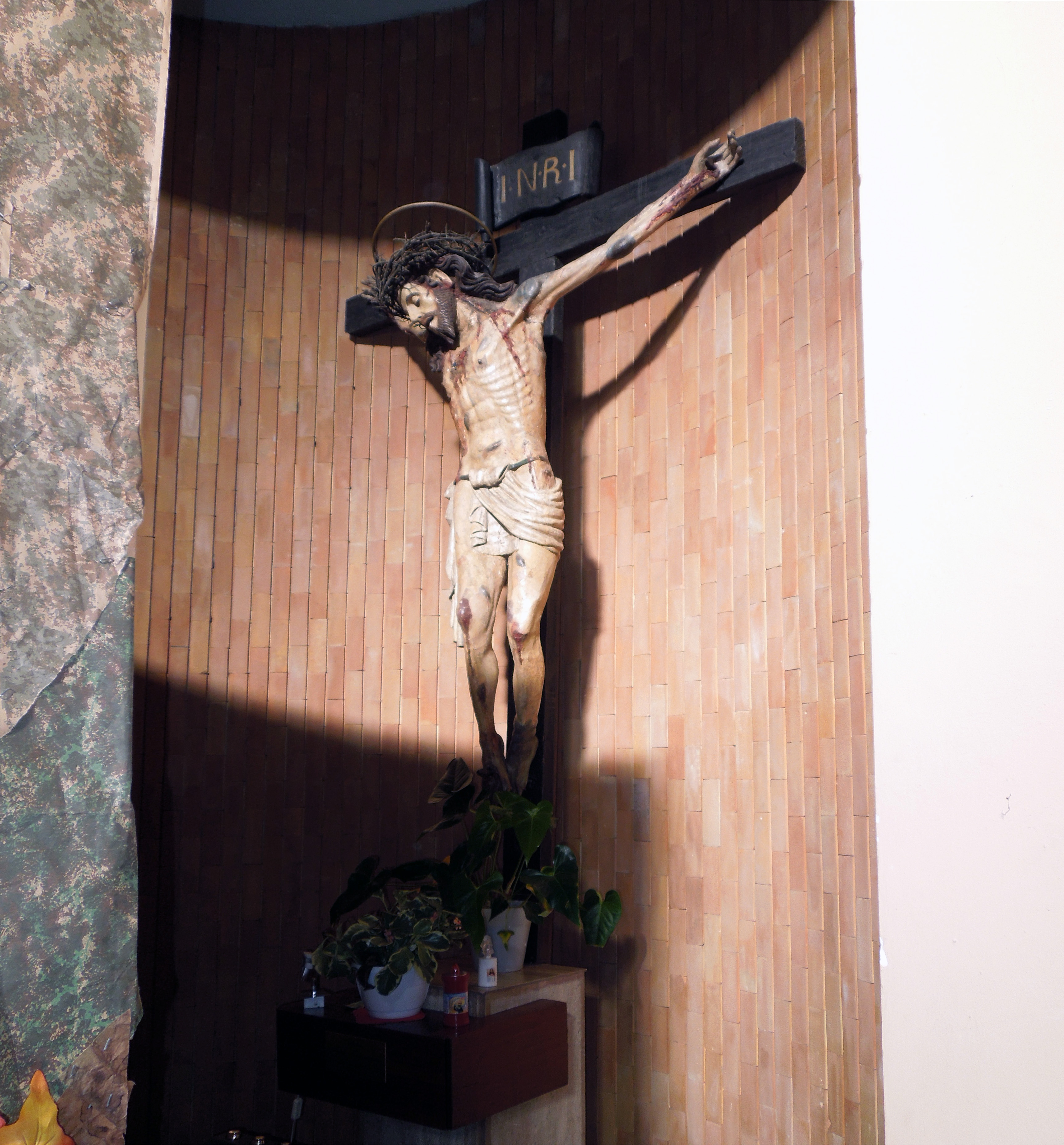
Crocifisso ligneo del 1636, scolpito dal religioso Innocenzo da Pertalia

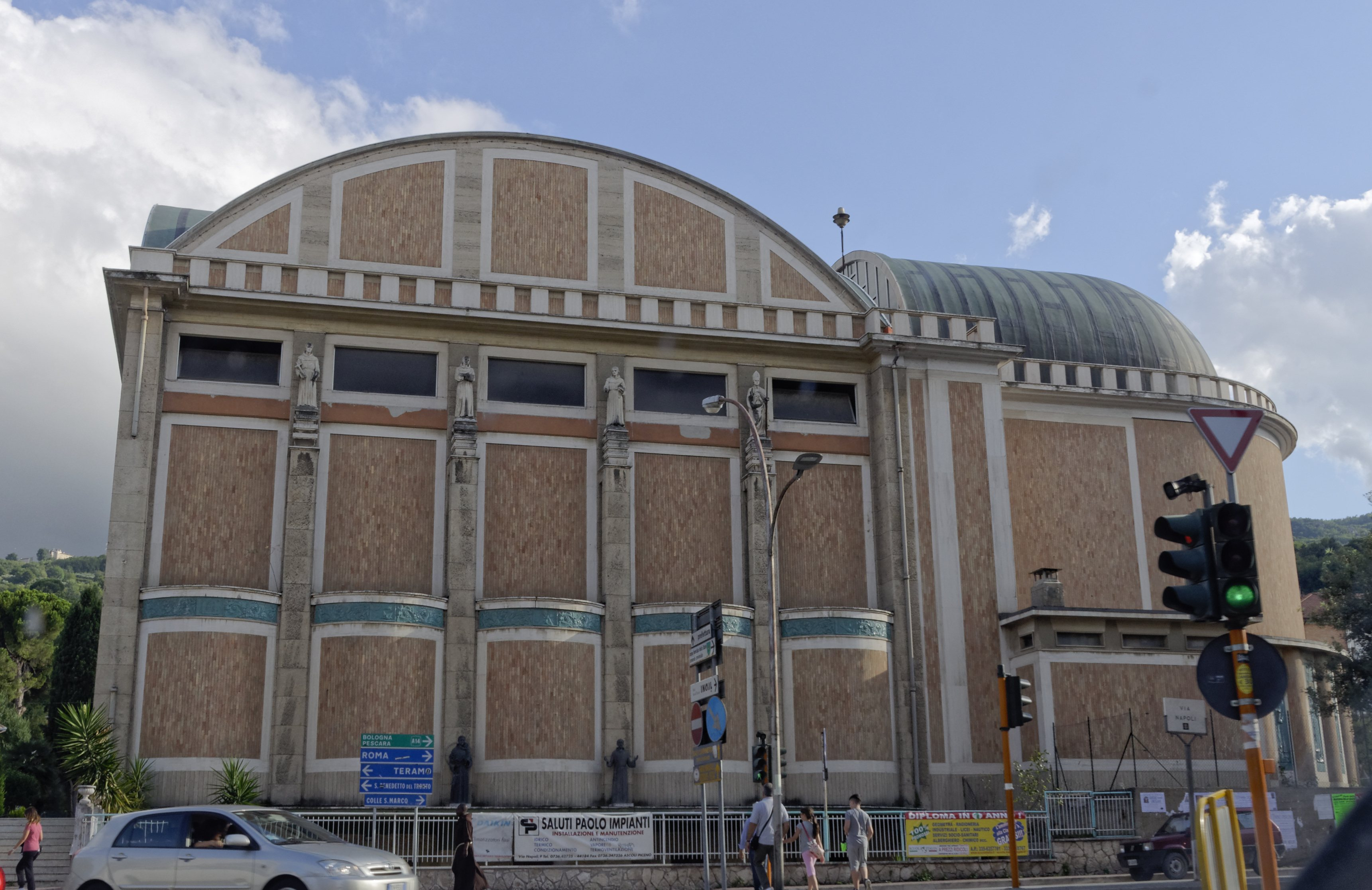
Fianco destro della chiesa

La chiesa è stata progettata dall'architetto Vincenzo Pilotti in uno stile riecheggiante Secessione e Art déco. Fu costruita in cinque anni, tra il 1953 e il 1958, e ridipinta internamente con i colori azzurro e rosa nel 2010.
I francescani, prima di questa sistemazione, avevano avuto a disposizione la chiesa e il convento del Carmine, dal 1912 al 18 settembre 1955 quando furono costretti a celebrare messa nella chiesa di San Vittore e successivamente, dal 22 settembre 1955, si trasferirono in quella di Sant'Egidio, in corso Mazzini.
La comunità dei religiosi non avendo più il riferimento di una casa e avendo necessità di costruire una nuova chiesa e un nuovo convento, tra il 1948 e il 1949, acquistò uno spazio che fiancheggiava Viale Indipendenza, ma l'allora vescovo diocesano non autorizzò i lavori per la vicinanza con la chiesa del Carmine. In seguito, nel 1950, i frati acquisirono la proprietà del terreno dove ora sorge la chiesa, nella zona Caldaie - Pennile di Sopra, lungo la strada che conduce a Colle San Marco. All'epoca, questa che ai nostri giorni è una vera e propria area cittadina, era scarsamente urbanizzata, ma i religiosi il 12 marzo 1951 dettero inizio ai lavori per innalzare il complesso conventuale e due anni dopo avviarono anche la fabbrica della chiesa. Il 20 dicembre 1953, il vescovo Ambrogio Squitani benedisse la posa della prima pietra al cui interno fu messo un tubo in metallo contenente la pergamena che riporta questo testo:
«Nel nome di Dio. Così sia. L'anno 1953 -  il giorno 20 dicembre – all'inizio dell'Anno mariano indetto da Sua Santità Pio XII – felicemente regnante - presente il Vescovo Diocesano Ambrogio Squitani funzionante. Presidente della Repubblica Italiana Luigi Einaudi - Capo del Governo Giuseppe Pella - Prefetto della Provincia Lino Dott. Cappettini - Sindaco Serafino Avv. Orlini - Ministro Generale dei Frati Minori Fr. Agostino Sepinski - Ministro Provinciale della Provincia Picena Fr. Armando Quaglia - Guardiano del Convento P. Nazareno Baldoni - incaricato della Costruzione del Convento e Chiesa P. Luciano Capacchietti - Progettisti Architetto Vincenzo Pilotti, Geom. Abele Cappelli - Direttore dei Lavori Convento e Chiesa Geom. Abele Cappelli -  Costruttori Ditta Natale Mariani e Figlio Francesco -  dinanzi a moltitudine di popolo convenuto a chiusura di Santa Missione predicata da tre Frati Minori - alle 16 viene posta la prima pietra del Tempio Monumentale dedicato al Cuore Immacolato di Maria da erigere in questo luogo del quartiere Luciani, quale monumento della pietà Francescana e di questa nobile Città di Ascoli Piceno alla Regina del Cielo e della Terra invocata salvezza del popolo cristiano, trionfatrice sulle potenze del male.»
il 14 dicembre del 1958 fu inaugurata e intitolata al Cuore Immacolato di Maria, in seguito eretta a parrocchia dal vescovo Marcello Morgante. Le parole del frate cronista degli eventi descrivevano la chiesa così: «è straordinariamente bella, grande, artistica, piena di luce, unica nel suo genere. È lunga m. 46,15; larga m. 23,30 all’esterno; all’interno lunga m. 22,50; larga m. 18,50; alta m. 23. Sino al cornicione m. 13 presbiterio lungo m. 15, largo m. 14. In fondo alla chiesa sono state collocate due lapidi una a destra, l’altra a sinistra di chi entra. In quella a destra presenta si legge: Questo tempio monumentale è stato realizzato con l’aiuto degli umili dei poveri, dei sofferenti, dei generosi 20 dicembre 1953 - 10 dicembre 1958. In quella di sinistra vi è scritto: Pace e bene e gratitudine perenne ai figli di San Francesco e del popolo ascolano al Geom. Abele Cappelli che disinteressatamente e con intelletto d'amore questo Tempio monumentale dedicato al Cuore Immacolato di Maria disegnò e diresse nella sua costruzione.» 
Dal giorno 17 ottobre 1959 i religiosi hanno abitato nell'attiguo convento.

## Opere d'arte

### Porta in bronzo di Aldo Sergiacomi
Sulla facciata principale si aprono tre ingressi di cui il centrale, in marmo a motivi geometrici, mostra il portone in bronzo realizzato da Aldo Sergiacomi, inaugurato il 3 maggio 1964. L'opera è suddivisa in tre registri orizzontali costituiti da pannelli fusi ad altorilievo. Nel primo ordine vi sono le immagini di tre papi, quali: 
-	Pio IX, a sinistra, ritratto nell'atto di diffondere il dogma dell’Immacolata Concezione di Maria. La Madonna è rappresentata nel cielo antiteticamente ai cacciati dal paradiso. Alla base del pannello vi è impressa l'iscrizione: «Tota pulchra»; 
-	Giovanni XXIII, al centro, in cattedra circondato da vescovi, probabile riferimento al Concilio Vaticano II (1962-1965), sovrastato da una colomba che allude alla luce e alla presenza dello Spirito Santo con in basso la scritta: «Via veritas et vita»;
-	Pio XII, a destra, che proclama il dogma dell'Assunzione di Maria in anima e corpo con le parole: «Assumpta est». 
La fascia bipartita del secondo registro presenta due episodi della vita di Maria e di Gesù, a sinistra vi è raffigurata la nascita del Bambino, il Verbo incarnato,  con le parole: «Verbum caro factum est»; a destra la Deposizione di Gesù dalla croce con Maria Addolorata e l'iscrizione: «Stabat juxta crucem Jesus». L’intera composizione è sovrastata dallo stemma dell'Ordine francescano. 
Nel terzo registro è rappresentato il Redentorre che incorona la Vergine nella gloria del paradiso. L'iscrizione che accompagna e commenta questa raffigurazione recita:«Exaltata est sancta Dei Genetrix Virgio Maria super choros angelorum.» 
Alla base della porta vi sono impresse le parole che ricordano il vescovo Morgante, i papi Giovanni XXII e Paolo VI, padre Luciano Capacchietti primo parroco della chiesa, Aldo Sergiacomi e Arturo Bruni: «Marcellus Morgante Pontifex sapiens et prudens hoc anno vitae suae XXV a sacerdotio initio A.D. MCMLXIII; Joannes XXIII lux et cor oecumenici Vaticani II Concilii quod ipse voluit ad bonum Ecclesiae universae Paulus VI prosecutor et spes populorum in caritate et in veritate restitutae; Janua aenea edita a P. Luciano Capacchietti primus parochus et huius templi fundator sculpta fuit a Aldo Sergiacomi ab Offida Arturus Bruni fudit A.D. MCMLXIII»

### Pannelli in ceramica di Cleto Capponi, Giuseppe Marinucci ed Arrigo Roia
L'aula liturgica, a navata unica, presenta nicchie laterali rivestite in laterizio, nella fascia bassa, e si caratterizza per la posa in opera di grandi pannelli in ceramica, a bassorilievo, modellati da Cleto Capponi e da Giuseppe Marinucci. Le opere sono poste nella fascia mediana delle pareti, sormontate da un basso cleristorio. Il tema delle decorazioni è impostato sulla venerazione mariana e in particolare sui misteri del Rosario.
I misteri gaudiosi sono stati modellati dall'ascolano Cleto Capponi che li ha realizzati fra i primi anni Sessanta (1963) e gli ultimi anni Settanta (1978) del XX secolo.  Misurano m. 3,20 x 4,70  e sono colorati con le tonalità del rosa, del marrone e del giallo. Il primo pannello ad essere stato posizionato raffigura la Madonna annunciata con l'arcangelo Gabriele tra le alte torri ascolane e una nuova chiesa mariana.  Di particolare interesse è la rappresentazione che contiene il terzo mistero glorioso in cui l'artista propone la Natività di Betlemme collegata al Natale francescano di Greccio con la figura di Francesco d'Assisi che stringe tra le braccia il neonato Gesù. 
I pannelli eseguiti da Giuseppe Marinucci contengono la rappresentazione dei misteri dolorosi contemplati nel Rosario. Sono stati collocati all'interno della chiesa, sia lungo il fianco longitudinale sinistro (1963), sia nel catino dell'abside (1965). Hanno dimensioni identiche a quelli di Capponi, ma variano nella scelta di cromie più accese, con l'impiego dei colori azzurro-verde ed ombreggiature più accentuate che meglio sottolineano la sofferenza di Cristo.  
Di particolare suggestione sono i cinque pannelli messi a decoro dell'abside, che rivestono una superficie di m. 21 x 6, impostati come un'unica scena incentrata sulla figura di Maria, ritratta tra schiere di angeli, con il Cuore immacolato sul petto e la corona regale.
All'esterno della chiesa vi sono alcuni pilastri che intervallano le absidi laterali e su questi svettano statue in pietra di otto santi francescani. A decorazione dei semicerchi esterni delle absidi sono stati montati quattordici pannelli in ceramica eseguiti da Arrigo Roia. 

### Crocifisso ligneo seicentesco di Innocenzo da Petralia
L'ultima cappella a destra della navata ospita il Crocifisso scolpito dal francescano Innocenzo da Petralia. Il frate siciliano fu incaricato nel 1636 di realizzare quest'opera dal Ministro Provinciale dei Frati Minori Riformati che risiedeva nella città di Pesaro. Don Giuseppe Fabiani ha descritto in un articolo del settimanale cattolico Il Nuovo Piceno, pubblicato nel 1959, la grande devozione dell'artista che aveva lavorato solo di venerdì, sempre in ginocchio e a digiuno.
Dapprima l'espressiva scultura lignea (cm. 175 x 165), era stata destinata all'Eremo di San Savino di Ascoli, in seguito ha accompagnato i religiosi in ognuno dei loro spostamenti ed è stata collocata nei presbiteri delle chiese di Sant'Antonio Abate e del Carmine fino a trovare definitiva accoglienza in questa del Cuore Immacolato di Maria.  Nell'anno 1966, durante l'adattamento a nuove norme liturgiche della zona absidale, il manufatto è stato spostato nella cappella attigua all'altare maggiore dopo essere stato restaurato. Nel 1986, è stato sottoposto ad un nuovo intervento conservativo eseguito da Nino Pieri di Pesaro e finanziato dalla Regione Marche.